# 1560年
| 千纪： | 2千纪 |
| 世纪： | 15世纪 \| 16世纪 \| 17世纪                                                                                 |
| 年代： | 1530年代 \| 1540年代 \| 1550年代 \| 1560年代 \| 1570年代 \| 1580年代 \| 1590年代                           |
| 年份： | 1555年 \| 1556年 \| 1557年 \| 1558年 \| 1559年 \| 1560年 \| 1561年 \| 1562年 \| 1563年 \| 1564年 \| 1565年 |
| 纪年： | 庚申年（猴年）；明嘉靖三十九年；张琏造历二年；越南莫朝光宝六年，后黎朝正治三年；日本永祿三年               |

## 大事记
- 3月，胡格諾派策畫試圖綁架弗朗索瓦二世的昂布瓦斯陰謀，計劃失敗後遭到血腥整肅，激化了法國新舊教的對立，成為引爆法國宗教戰爭的事件之一。
- 6月12日——桶狹間之役，日本東海道大名今川義元為實現上洛，領軍征伐當時為尾張小大名．織田信長的勢力，遭到織田軍急襲而隕歿，此役奠定織田信長日後成為霸主的契機。
- 8月，長尾景虎聯絡關東地方豪族，圍攻後北條氏的主城小田原城，但遲遲不能攻克，翌年撤退。
- 9月12日——埃里克十四世登基成為瑞典國王。
- 12月5日——弗朗索瓦二世之弟查理九世以10歲之齡登基成為法國國王。
- 野良田合戰，淺井長政大勝六角義賢，淺井久政出讓家督一職。
- 北條氏康圍困里見義堯於久留里城，里見義堯遣使請長尾景虎派兵援助，里見軍得到上杉氏的援軍後開始反攻，幾乎取回了整個上總國西部。
- 長尾景虎進軍越中國，打著協助椎名康胤的旗號襲擊神保家的領土，攻陷了富山城，當主神保長職（日语：神保長職）逃往增山城。
- 能登 溫井氏與和溫井氏相當親密的三宅氏聯合加賀一向一揆發動的叛亂被畠山義綱方鎮壓，大名專制支配確立。

## 出生
- 郭居静（Lazzaro Cattaneo ，1560年－1640年），天主教耶稣会意大利籍传教士。
- 德川龜姬（1560年－1625年），是德川幕府初代將軍德川家康的長女，母親正室瀨名姬（築山殿）。
- 巴托里伯爵夫人（Erzsébet Báthory，1560年8月7日？－1614年8月21日）
- 石田三成（1560-1600），桃山时代名将，以忠诚、仁义、足智多谋著称。

## 逝世
- 6月12日－今川義元，日本戰國大名。（1519年生）
- 7月8日－長宗我部國親，日本土佐國大名（1504年生）
- 8月4日－前田利春，織田氏家臣，前田利家之父。
- 12月5日－弗朗索瓦二世，法國國王。（1544年生）